# Valérie Kaprisky
Valérie Kaprisky, właśc. Valérie Chérès (ur. 19 sierpnia 1962 w Neuilly-sur-Seine) – francuska aktorka.

## Życiorys
Spędziła dzieciństwo na paryskich przedmieściach La Varenne-Saint-Hilaire w okolicy Saint-Maur-des-Fossés. Kiedy miała 7 lat wraz z rodziną przeprowadziła się do Cannes. Przyjaciele jej rodziców zapoznali ją z Festiwalem. W 1975 występ Romy Schneider na Croisette przekonał ją do kariery filmowej. W wieku 17 lat wróciła sama do Paryża i zapisała się na Cours Florent, kończąc jednocześnie ostatni rok w liceum im. Victora Hugo (Lycée Victor-Hugo) w Le Marais. Po ukończeniu liceum dołączyła do agencji modelek Space Models. Po występie w kilku reklamach i komedii Nadchodzi dzień i zaczynają się bzdury (Le jour se lève et les conneries commencent, 1981) jako córka „Burger Kinga” z udziałem Johnny’ego Hallydaya, została zauważona przez Dominique Besnehard, ówczesną dyrektorkę castingu, i Jean-Marie Poiré, którzy wybrali ją w wieku 19 lat do jej pierwszej roli przyjaciółki Ewy na dużym ekranie w komedii Mężczyźni wolą grubaski (Les hommes préfèrent les grosses, 1981). Jej pseudonim artystyczny Kaprisky wymyśliła jej matka. 
Wystąpiła także w filmach: Życie kurtyzany (Brantôme 81: Vie de dames galantes, 1981) i Afrodyta (Aphrodite 1982). W dreszczowcu neo-noir Do utraty tchu (Breathless, 1983), utrzymanym w poetyce jaskrawych wideoklipów amerykańskim remake’u filmu Jean-Luca Godarda, u boku Richarda Gere’a zagrała swoją pierwszą główną rolę francuskiej studentki Moniki Poiccard. Rola początkującej aktorki Ethel w związku seksualnym z reżyserem w dramacie Andrzeja Żuławskiego Kobieta publiczna (La Femme publique) przyniosła jej nominację do Césara dla najlepszej aktorki. Film odniósł sukces i w dużej mierze przyczynił się do rozwoju jej kariery. Za rolę Catherine, która po rozstaniu z kochankiem wyjeżdża z Montrealu, w romansie Namiętności pożądania (Mouvements du désir 1994) z muzyką Zbigniewa Preisnera była nominowana do nagrody Genie.

## Wybrana filmografia

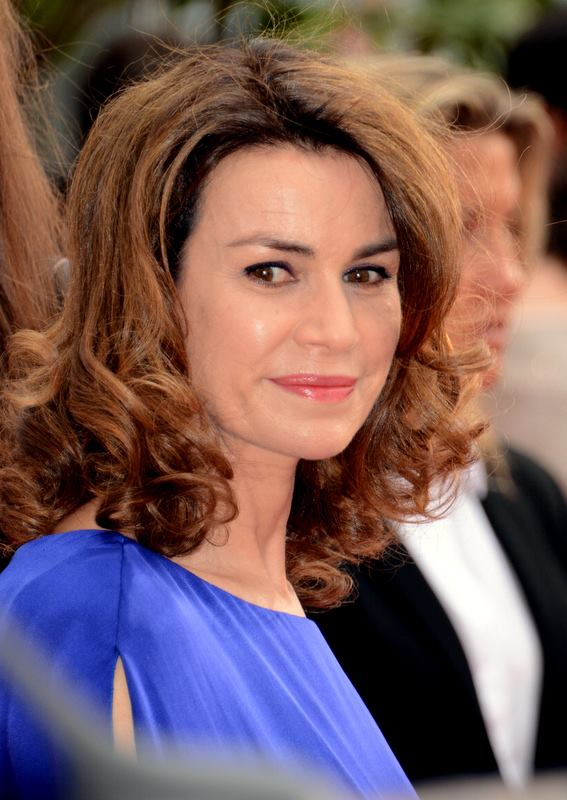
Kaprisky (2014)

- 2005: Dom niespokojnej starości (Mon petit doigt m'a dit) jako Françoise Blayes
- 2003: Miejsce wśród żywych (Une Place Parmi Les Vivants) jako Maryse
- 2001: Glam jako Skarb
- 1998: Klejnoty z Damaszku (Il tesoro di Damasco) jako Marie
- 1995: Powiedz mi tak (Dis-moi oui...) jako Nathalie
- 1991: Milena jako Milena Jesenska
- 1989: Stradivarius jako Francesca
- 1986: Cyganka (La Gitane) jako Mona
- 1984: Rok meduzy (L'Année des méduses) jako Chris
- 1984: Kobieta publiczna (La Femme publique) jako Ethel
- 1983: Do utraty tchu (Breathless) jako Monica Poiccard
- 1982: Afrodyta (Aphrodite) jako Pauline